# Epicauta atomaria
Epicauta atomaria es una especie de coleóptero de la familia Meloidae. En Argentina se conoce por su nombre común falso bicho moro; en Uruguay, como bicho moro o vaquilla; en Brasil, como burrinho da batatinha o vaquinha da batatinha.
Es un insecto polífago-fitófago defoliador.Es considerado plaga de varios cultivos agrícolas (tales como acelga, batata, berenjena, espinaca, maní, papa, pimiento, quinoa, remolacha, soja, tomate).
En su forma adulta presenta un tegumento negro y revestimiento gris con puntos glabros de distintos tamaños. Vive por un período de entre uno y dos meses.

## Distribución geográfica
Habita en Brasil, Argentina, Uruguay, Paraguay y Bolivia.